# Tông Khánh Hậu
Tông Khánh Hậu (tiếng Trung: 宗庆后; 16 tháng 11 năm 1945 –  25 tháng 2 năm 2024) là một doanh nhân tỷ phú người Trung Quốc và là nhà sáng lập, Chủ tịch Hội đồng quản trị kiêm CEO Tập đoàn Wahaha Hàng Châu - công ty đồ uống dẫn đầu tại Trung Quốc. Tính đến tháng 3 năm 2022, giá trị tài sản của ông ước tính đạt 8,7 tỷ đô la Mỹ.

## Tiểu sử
Tông Khánh Hậu là người địa phương ở Chiết Giang và được thừa hưởng rất ít nền giáo dục chính quy. Sau khi tốt nghiệp trung học, ông Tông làm việc tại nông trường muối thành phố Chu Sơn. Ông trở về nhà năm 1979 khi mẹ ông nghỉ hưu, bà vốn là một giáo viên trường phổ thông. Ông cuối cùng cũng quay về Hàng Châu và chỉ tìm thấy công việc dọn dẹp tại một trường học ở quê nhà do học vấn thấp kém của ông. Năm 1987, ông nhắm đến tiệm tạp hóa mini trong một ngôi trường ở quận Thượng Thành, thành phố Hàng Châu để bán sữa. Tông Khánh Hậu đứng đầu doanh nghiệp Wahaha lúc còn phôi thai, chuyên phân phối nước ngọt có ga, đá và văn phòng phẩm. Cùng với hai giáo viên về hưu khác, ông đã vay tổng cộng 140.000 nhân dân tệ để bước đầu sản xuất thức uống từ sữa dành cho việc phân phối.
Ông giành được sự độc lập từ đối tác chính quyền ban đầu bằng việc thúc ép mối liên kết của ông với tập đoàn Danone. Với phong cách độc đoán và đạo lý hăng say làm việc của mình, ông đã xây dựng Wahaha trở thành nhà sản xuất đồ uống lớn nhất tại nước Cộng hòa Nhân dân Trung Hoa.
Ông qua đời ở tuổi 78 vào ngày 25 tháng 2 năm 2024.